# Saint-Georges-en-Couzan
Saint-Georges-en-Couzan è un comune francese di 425 abitanti situato nel dipartimento della Loira della regione dell'Alvernia-Rodano-Alpi.

## Storia

### Simboli
Nello scudo raffigurati il drago di san Giorgio, il Pont du Diable mentre le industrie legate all'acqua del fiume sono  rappresentate dalle ruote del mulino.

## Società

### Evoluzione demografica
Abitanti censiti